# Scopula hainanica
Scopula hainanica là một loài bướm đêm trong họ Geometridae.